# Jurij Trifonow
Jurij Walentinowicz Trifonow (ros. Юрий Валентинович Трифонов; ur. 28 sierpnia 1925 w Moskwie, zm. 28 marca 1981 tamże) – rosyjski pisarz, jeden z czołowych reformatorów literatury radzieckiej lat 60. i 70. XX wieku, szczególnie w sferze prozy urbanistycznej.

## Życiorys
Urodził się w dzielnicy Arbat. Jego ojciec – Walentin Abramowicz Trifonow (1888–1938) wywodził się z Kozaków dońskich; był rewolucjonistą (dowodził Kozakami dońskimi w Rostowie podczas wojny domowej), później przewodniczącym Kolegium Wojskowego Sądu Najwyższego ZSRR (1923–1926). Matka – Jewgienija Abramowna Lurie (1904–1975), w połowie Rosjanka i Żydówka, była zootechnikiem, księgową, a po wyjściu z łagru bibliotekarką i pisarką dla dzieci (pseudonim literacki E. Tajurina).
W okresie Wielkiego terroru jego rodzice byli represjonowani i wydaleni z Domu na nabrzeżu. Ojciec został aresztowany przez NKWD w nocy z 21 na 22 czerwca 1937 roku i rozstrzelany 15 marca 1938 (został zrehabilitowany wraz z żoną 3 listopada 1955), a matka spędziła 8 lat w łagrze za niezadenuncjowanie swojego męża (została zwolniona w 1945 roku, rok później powróciła do Moskwy). Z tego powodu on i jego siostra Tinga byli wychowywani przez babcię ze strony matki – Tatianę Aleksandrowną Lurie (nazwisko panieńskie Słowatinskaja, 1879–1957) – znaną rewolucjonistkę i uczestniczkę wojny domowej.
Po ataku Niemiec na ZSRR cała trójka została ewakuowana do Taszkentu na dwa lata. W latach 1942–1945 pracował jako ślusarz i dyspozytor hali produkcyjnej, a w okresie wiosenno-jesiennym 1945 redagował gazetę zakładową.
Trifonow zainteresował się literaturą już w szkole – był redaktorem klasowych gazetek, pisał wiersze i opowiadania. W latach 1944–1949 uczył się w Instytucie Literackim imienia Gorkiego w Moskwie, z której omal nie został wydalony za ukrycie faktu aresztowania ojca.
W 1948 roku opublikowane zostały dwa opowiadania Trifonowa – Znakomyje miesta w gazecie „Mołodoj Kołchoznik” i W stiepi w almanachu „Mołodaja Gwardija”.
W 1949 roku po raz pierwszy ożenił się ze śpiewaczką operową Niną Neliną (nazwisko panieńskie Nurenberg). Małżeństwo zakończyło się wraz z jej śmiercią w 1966 roku. Miał z nią córkę Olgę (1951).
W 1950 roku jego praca dyplomowa – napisana w duchu tradycyjnego socrealizmu opowieść Studienty została opublikowana w popularnej gazecie „Nowyj Mir” i otrzymała Nagrodę Stalinowską 3. stopnia, co przyniosło mu szerokie uznanie. Po tym sukcesie Trifonow zaczął zbierać materiały na kontynuację utworu, jednak z czasem zaniechał pomysłu ze względu na postępującą krytykę ze strony Aleksandra Twardowskiego. Sam autor w późniejszych latach dystansował się od tej opowieści.
W następnym okresie Trifonow pisał rzadko, najczęściej krótkie formy, które nie przyniosły mu sławy, np. opowiadania Wiera i Zojka czy W gribnuju osień. W 1959 roku wyszedł jego cykl opowiadań i szkiców Pod sołncem. W 1963 roku, po wyjeździe do Turkmenii (został wysłany na budowę Głównego Kanału Turkmeńskiego), została opublikowana czterokrotnie poprawiana na prośbę redakcji powieść Utolienije żażdy, nominowana do Nagrody Leninowskiej. Do roku 1969 opublikował wiele opowiadań i nowel o tematyce sportowej (przez prawie 20 lat był również dziennikarzem sportowym); w tym czasie również zaczął interesować się tematyką oceny rewolucji i jej następstw, a także rehabilitacją ofiar (m.in. jego ojca), co wyraził w swoich późniejszych, częściowo autobiograficznych utworach.
W 1968 roku po raz drugi ożenił się z Anną Pawłowną Pastuchową, edytorką.

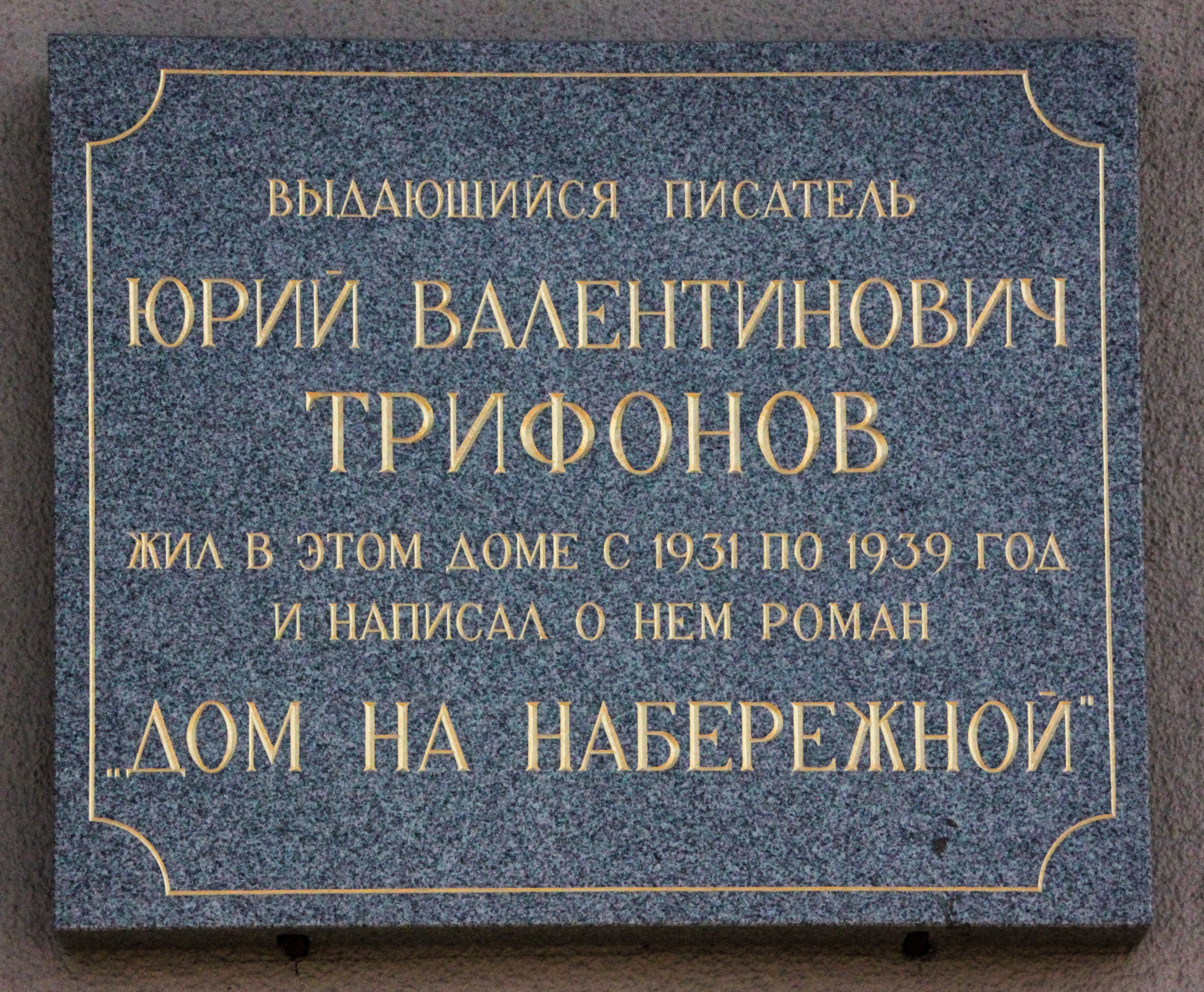
Tablica informacyjna na Domu na Nabrzeżu:
„Wybitny pisarz Jurij Walentinowicz Trifonow mieszkał w tym domu w latach 1931–1939 i napisał o nim powieść Dom nad rzeką Moskwą”

Powstałe po roku 1969 utwory Trifonowa są zaliczane do prozy urbanistycznej – autor przekazuje w nich swoje mądre, acz smutne spojrzenie na świat, wnikliwą obserwację życia codziennego i ducha obecnych mu czasów, opisuje prawdziwe ludzkie dramaty, a także rozpad osobowości rosyjskiego inteligenta pod wpływem zmian społeczno-politycznych w ustroju totalitarnym. Wyszedł wtedy słynny cykl opowieści moskiewskich: Zamiana w 1969, Bilans wstępny w 1970, Długie pożegnania w 1971, Drugie życie w 1975 i Dom nad rzeką Moskwą w 1976. W szczególności ta ostatnia powieść przyniosła autorowi największą sławę ze względu na częściowo autobiograficzny charakter utworu – opisywał w niej życie i przyzwyczajenia ludzi mieszkających w Domu na nabrzeżu – luksusowym jak na tamte czasy bloku mieszkalnym dla członków państwowej elity, jak i ich upadku w czasach stalinowskich represji. Autor mieszkał w tym domu z rodziną w latach 30. XX wieku.
Trifonow dzięki cyklowi opowieści moskiewskich stał się bardzo poczytnym autorem w latach 70. XX wieku, chociaż jego utwory były drukowane w małym (jak na lata 70. XX wieku) nakładzie (30–50 tys. egzemplarzy). Powodowało to powstawanie w bibliotekach kolejek na wypożyczenie publikacji z jego utworami, a wiele utworów było rozprowadzanych w samizdacie.
Praktycznie każdy utwór z tego okresu był uważnie badany przez radziecką cenzurę i z trudem przepuszczany do publikacji. Było to związane z faktem, że autor pisał na tematy drażliwe dla władzy radzieckiej – w sposób pośredni opisywał losy radzieckiej inteligencji za czasów panowania Stalina, wpływ rządów stalinowskich na kształt ZSRR i obyczajowość jego społeczeństwa w latach 60. i 70. XX wieku, choć nigdy jednak bezpośrednio nie wypowiedział się negatywnie o władzy radzieckiej.
W 1971 roku opublikował powieść historyczną o narodowolcach Niecierpliwość, która była typowana do Nagrody Nobla w dziedzinie literatury przez Heinricha Bölla, a w 1978 kolejną powieść historyczną Starik. Te dwie książki i Odblask ognia z 1967 roku można umownie połączyć w trylogię o początkowych latach życia po rewolucji październikowej 1917 roku.
W 1973 roku związał się z Olgą Romanowną Miroszniczenko, pisarką, z którą żył w kohabitacji.
W 1981 roku Trifonow ukończył największe swe dzieło – wieloplanową, bo ciągnącą się przez cztery dziesięciolecia (lata 30., 40., 50. i 60. XX wieku) i najbardziej autobiograficzną powieść Czas i miejsce: powieść w trzynastu rozdziałach, którą autor zaczął pisać już w 1974 roku i w której zrywał ze swoją przeszłością i młodzieńczymi mrzonkami. Powieść została wydana pośmiertnie i była chłodno przyjęta przez krytykę.

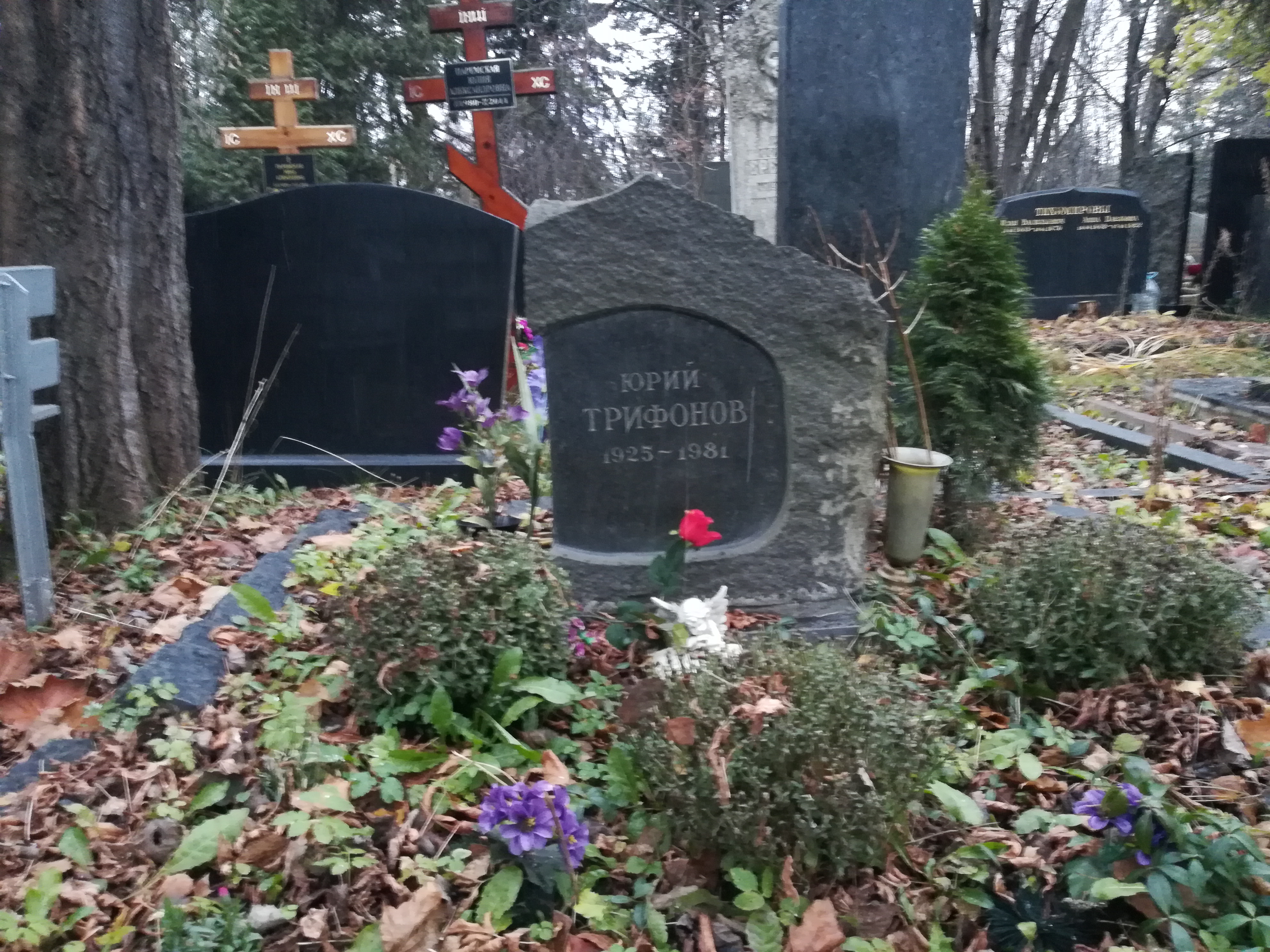
Grób Jurija Trifonowa na Cmentarzu Kuncewskim w Moskwie

Jurij Trifonow zmarł 28 marca 1981 roku w Moskwie na zatorowość płucną po operacji usunięcia nerki. Został pochowany na Cmentarzu Kuncewskim w Moskwie.
W 1987 roku pośmiertnie wydano nieukończoną powieść Isczieznowienije.

## Twórczość

### Powieści
- 1963 – Utolienije żażdy (Утоление жажды)
- 1973 – Niecierpliwość (Нетерпение) – w Polsce wydana po raz pierwszy w 1982 przez Wydawnictwo Literackie, Kraków; polskie tłumaczenie I. Maślarz
- 1978 – Starik (Старик)
- 1981 – Czas i miejsce: powieść w trzynastu rozdziałach (Время и место) – w Polsce wydana po raz pierwszy w 1985 przez Wydawnictwo „Czytelnik”, Warszawa; polskie tłumaczenie J. Dziarnowska
- 1987 – Isczieznowienije (Исчезновение) – nieukończona powieść o czasach stalinowskiego terroru, wydana pośmiertnie

### Nowele
- 1950 – Studenty (Студенты) – praca dyplomowa i debiut Trifonowa
- 1967 – Odblask ognia (Отблеск костра) – w Polsce wydana po raz pierwszy w 1987 przez Wydawnictwo „Książka i Wiedza”, Warszawa; polskie tłumaczenie J. Dziarnowska
- 1969 – Zamiana (Обмен) – w Polsce wydana po raz pierwszy w 1978 przez Wydawnictwo „Książka i Wiedza”, Warszawa; polskie tłumaczenie J. Dziarnowska
- 1970 – Bilans wstępny (Предварительные итоги) – w Polsce wydana po raz pierwszy w 1974 przez Wydawnictwo PIW, Warszawa; polskie tłumaczenie Z. Fedecki
- 1971 – Długie pożegnania (Долгое прощание) – w Polsce wydana po raz pierwszy w 1974 przez Wydawnictwo PIW, Warszawa; polskie tłumaczenie Z. Fedecki
- 1975 – Drugie życie (Другая жизнь) – w Polsce wydana po raz pierwszy w 1978, Warszawa; polskie tłumaczenie R. Lasotowa
- 1976 – Dom nad rzeką Moskwą (Дом на набережной) – w Polsce wydana po raz pierwszy w 1979 roku przez Wydawnictwo Czytelnik; polskie tłumaczenie Z. Fedecki

### Zbiory opowiadań, cykle
- 1959 – Pod sołncem (Под солнцем) – zbiór opowiadań i szkiców o Turkmenistanie